# کایل کلمونس
کایل کلمونس (انگلیسی: Kyle Clemons؛ زادهٔ ۲۷ اوت ۱۹۹۰) دونده اهل ایالات متحده آمریکا است.
از افتخارات وی میتوان به کسب مدال طلا دو ۴×۴۰۰ متر امدادی در بازی‌های المپیک تابستانی ۲۰۱۶ اشاره کرد.